# Schloss Romrod

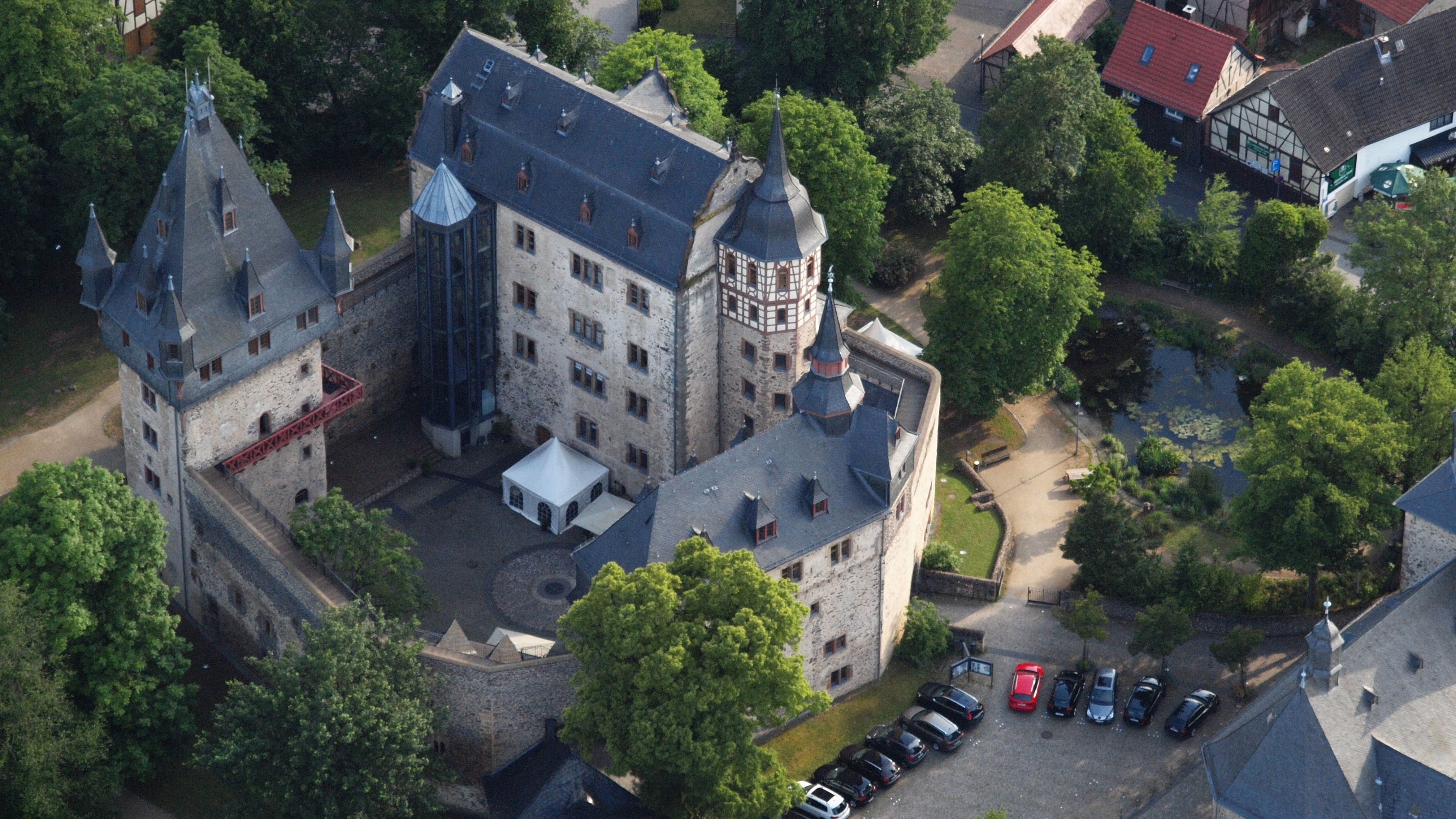
Schloss Romrod, Luftaufnahme (2015)

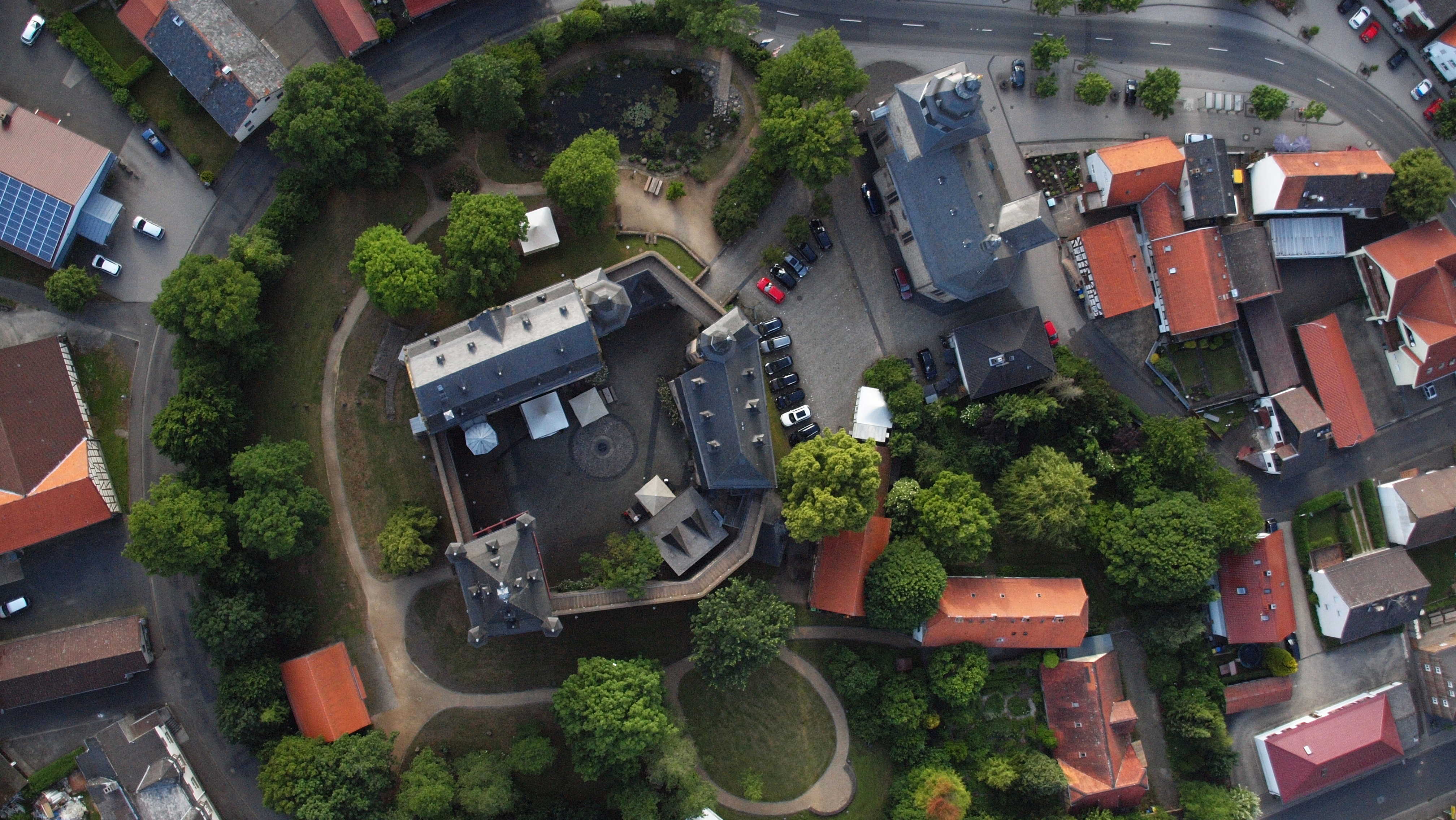
Schloss Romrod, Senkrechtaufnahme (2015)

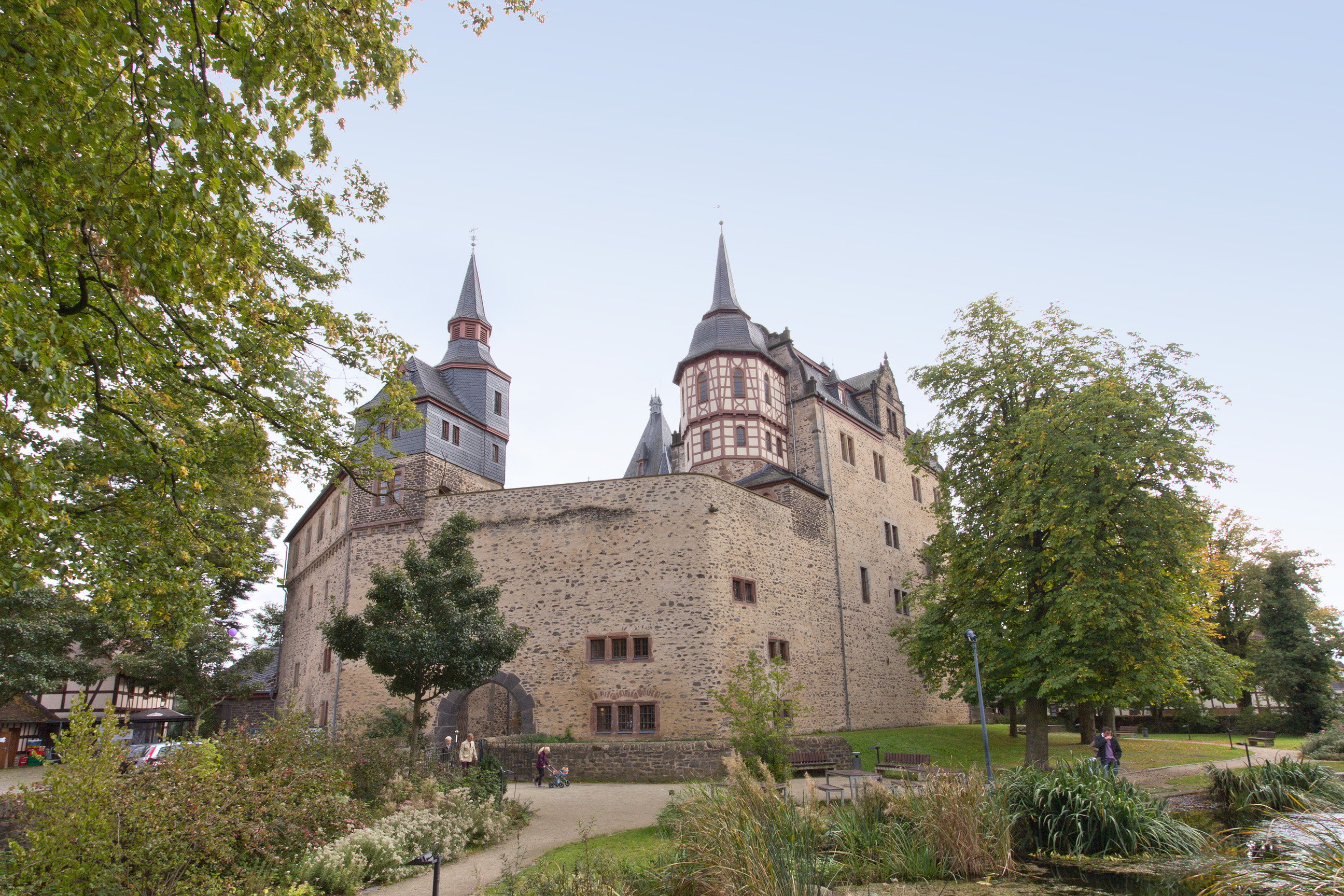
Schloss Romrod 2011

Das Schloss Romrod ist eine Schlossanlage in Romrod bei Alsfeld im Vogelsbergkreis in Hessen. Die Anlage geht auf eine ältere Wasserburg der Herren von Romrod zurück, die wahrscheinlich im 12. Jahrhundert entstand. In späterer Zeit fiel sie an die Landgrafen von Hessen-Darmstadt, welche die Burg zu einem Jagdschloss umbauen ließen.

## Lage
Die ursprüngliche Niederungsburg wurde im Tal zwischen Antrift und Ocherbach errichtet. Unweit verlief eine Altstraße, die später die Kurze Hessen genannt wurde. Der die Burg umgebende Wassergraben wurde um 1830 verfüllt und in einen Park umgewandelt.

## Geschichte
Die erste urkundliche Erwähnung Romrods liegt aus dem Jahr 1197 vor, als in einer Urkunde des Klosters Fulda unter Abt Heinrich III. von Cronberg ein Ludwig von Rumerot als Zeuge einer Güterübertragung auftritt. Das Ministerialengeschlecht gehörte vermutlich zu den Gefolgsleuten der Landgrafen von Thüringen, ist aber auch im Fuldaer Umfeld bezeugt.
Heinrich von Romrod erbaute gegen Ende des 13. Jahrhunderts die Burg Herzberg und trug sie dem Landgrafen von Hessen zu Lehen an. Die Familie teilte sich in der Folge in zwei Linien, von denen sich die eine nach der neuen Burg von Herzfeld nannte. Die Romroder Linie erlosch um die Mitte des 14. Jahrhunderts im Mannesstamm, worauf die Erbin die Burg an die Landgrafen Heinrich II. und Otto verkaufte. Die Burg wurde mit Burgmannen besetzt und kam schließlich um 1400 in unmittelbaren hessischen Besitz.
Im Zuge der hessischen Erbteilung nach dem Tode Philipps des Großmütigen gelangte Burg Romrod zunächst an Landgraf Ludwig IV. von Hessen-Marburg. Dieser ließ zwischen 1578 und 1587 einen Großteil der Burggebäude wegen Baufälligkeit abtragen. Durch die Neubauten dieser Zeit erhielt die Burg im Wesentlichen ihr heutiges Aussehen. Nach Ludwigs Tod 1604 fiel die Burg an die Landgrafschaft Hessen-Darmstadt. Bis 1829 diente sie als Sitz eines landgräfliche Amts. Anschließend wurde das Schloss nochmals, hauptsächlich 1878–85, umgebaut und diente der großherzoglichen Familie als Sommerresidenz. Dafür erhielt der nächstgelegene Bahnhof, Zell-Romrod, ein eigenes Fürstenzimmer für den Empfang der „allerhöchsten Herrschaften“.
In der Vermögensauseinandersetzung zwischen dem Volksstaat Hessen und dem letzten Großherzog von Hessen und bei Rhein, Ernst Ludwig, wurde das Schloss in der ersten Abmachung von 1919 dem ehemaligen Großherzog zugesprochen. In dem zweiten Vertrag von 1930, der aufgrund der Inflation von 1923 geschlossen wurde, fiel das Schloss nur auf Lebenszeit an den ehemaligen Großherzog und damit ein Jahr nach dessen Tod, 1938, an den Volksstaat Hessen. Nach dem Zweiten Weltkrieg wurde es bis in die 1970er Jahre als Unterkunft für Flüchtlinge verwendet. Anschließend stand es jahrelang leer und drohte zu verfallen, bis es 1997 die Deutsche Stiftung Denkmalschutz erwarb. Heute beherbergt das Schloss ein Hotel. Zwischen 1996 und 2002 fanden umfangreiche archäologische Ausgrabungen im Burgbereich statt.
Im Schloss befinden sich seit 2006 der Sitz des Forums Netzwerk Ländlicher Raum mit einem umfangreichen Veranstaltungsprogramm (u. a. Fort- und Weiterbildungen). Eine 2002 eingerichtete Niederlassung der DenkmalAkademie wurde Ende Juli 2016 geschlossen.

## Anlage

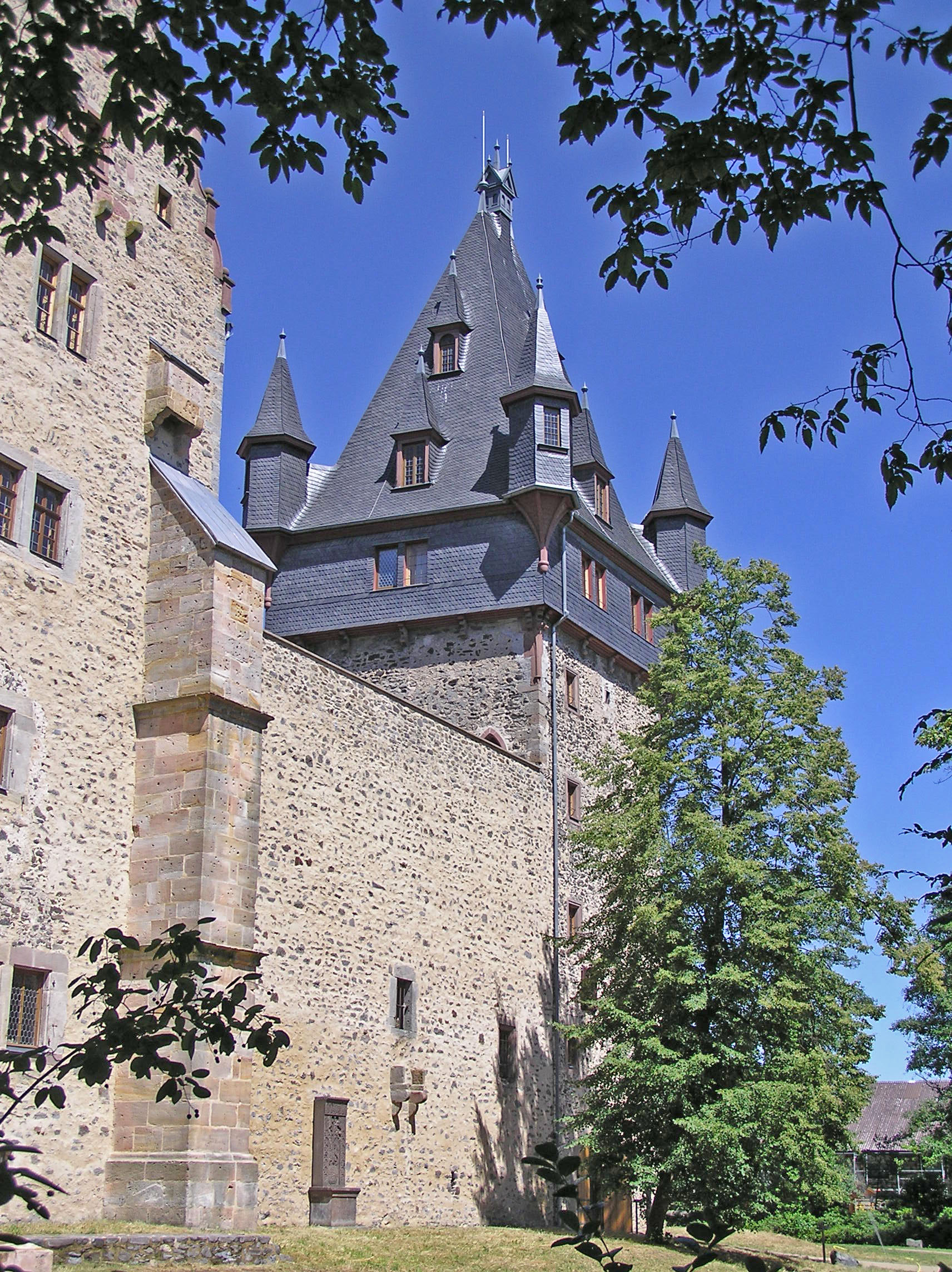
Ansicht des Kanzleiturms

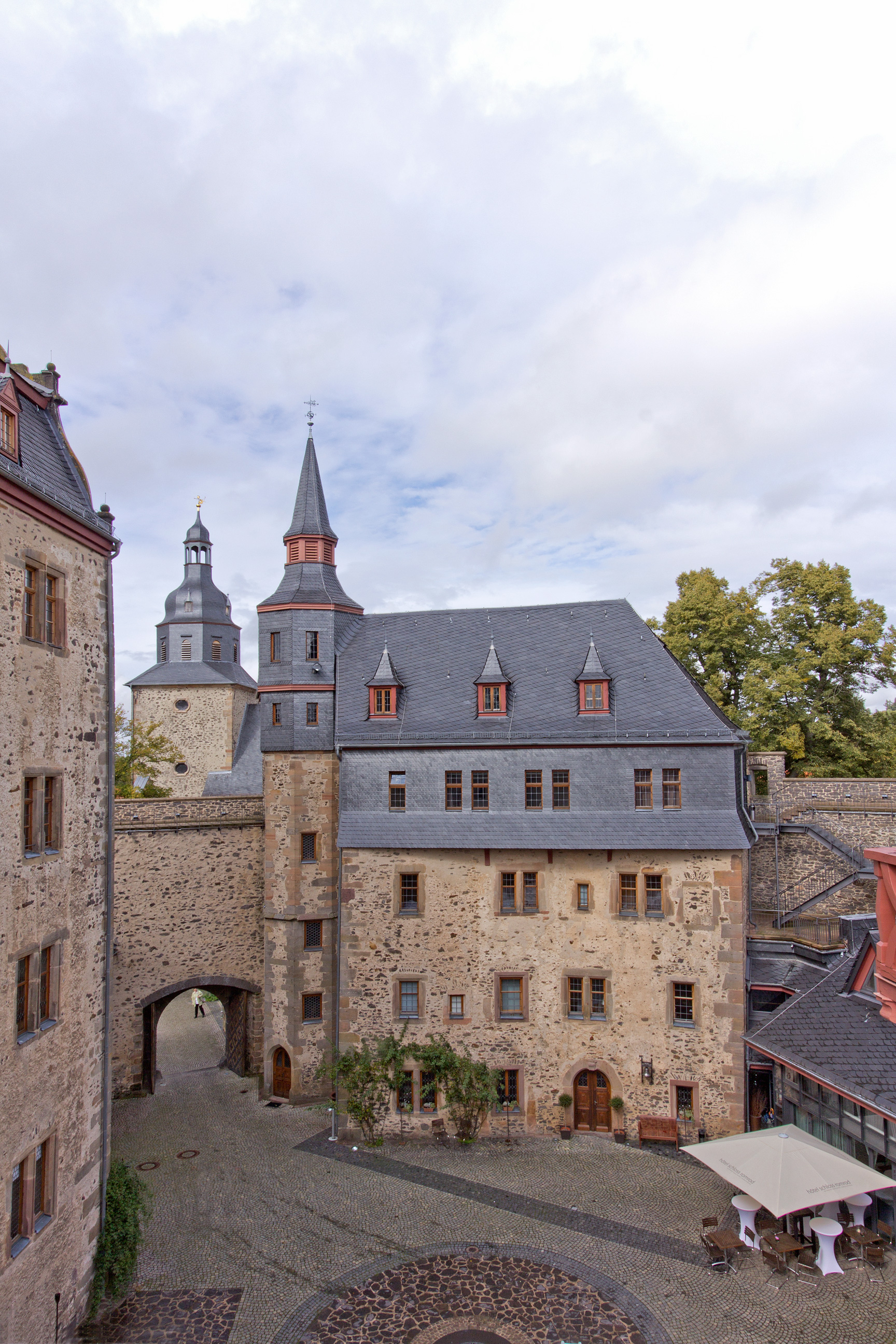
Innenhof

Die Grabungen der jüngeren Zeit erbrachten Hinweise auf zwei der heutigen Schlossanlage vorangehende Burganlagen. Da über 800 Jahre immer wieder an der Burg gebaut wurde, wurden nur wenige ungestörte Schichten angetroffen. Die bisherigen Aussagen zur Baugeschichte waren auf Beobachtungen an der vorhandenen Bausubstanz beschränkt, weshalb bei der Grabung bisher weitgehend unbekannte Aspekte der Schlossgeschichte entdeckt wurden. So konnte eine hölzerne Burg des ausgehenden 12. Jahrhunderts nachgewiesen werden, die bislang völlig unbekannt war. Dendrochronologische Untersuchungen der dabei gefundenen Hölzer datierten diese Bauphase in die Zeit zwischen 1170 und 1192. Nachgewiesen wurden mehrere Holzgebäude sowie Ausschnitte der Hoffläche. Möglicherweise gruppierten sich diese ringförmig um einen nicht mehr nachweisbaren hölzernen Turm an Stelle des späteren Bergfrieds. Das größte nachgewiesene Gebäude befand sich im Süden des Burghofes westlich des heutigen Kanzleiturmes. Der Laufhorizont der ersten Burganlage lag gegenüber dem heutigen Hof um 1,70 m tiefer. Die dadurch verursachte Feuchtigkeit wurde mit Lagen von Holzknüppeln, Flechtwerk und Birkenreisern bekämpft.
Ebenfalls wenig bekannt war der romanische Burgbau, der sich an diese Holzburg chronologisch anschließt. Er wurde im 12. oder 13. Jahrhundert errichtet. Vermutlich wurden die Gebäude der Burg zunächst von einer Ringmauer eingefasst und sukzessive ersetzt. Ein Teil dieser Mauer wurde im Keller des Herrenbaus freigelegt. Große Teile der Ringmauer wurden erst mit den Umbauten des 19. Jahrhunderts mit den angebauten Wirtschaftsgebäuden abgerissen. Auch die steinernen Burggebäude lagen als Randbebauung entlang der Ringmauer, die sich um den zentralen Bergfried gruppierten. Dieser konnte zentral im Burghof nachgewiesen werden. Er besaß einen Durchmesser von etwa 8 m bei einer Mauerstärke von 2,70 m. Im Inneren befand sich ein Brunnen oder eine Zisterne.

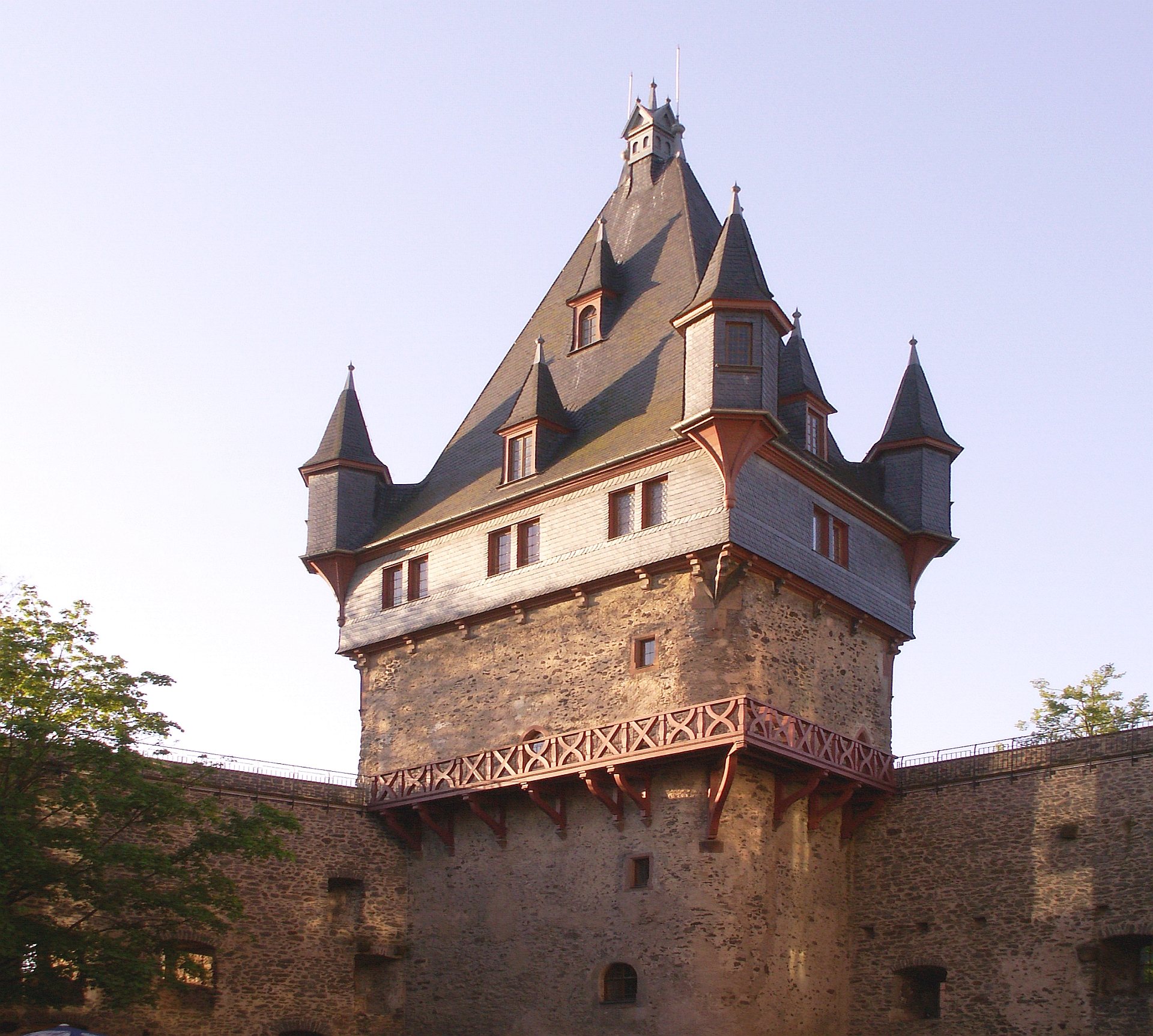
Kanzleiturm mit oberem Fachwerkausbau, von der Schlosshofseite

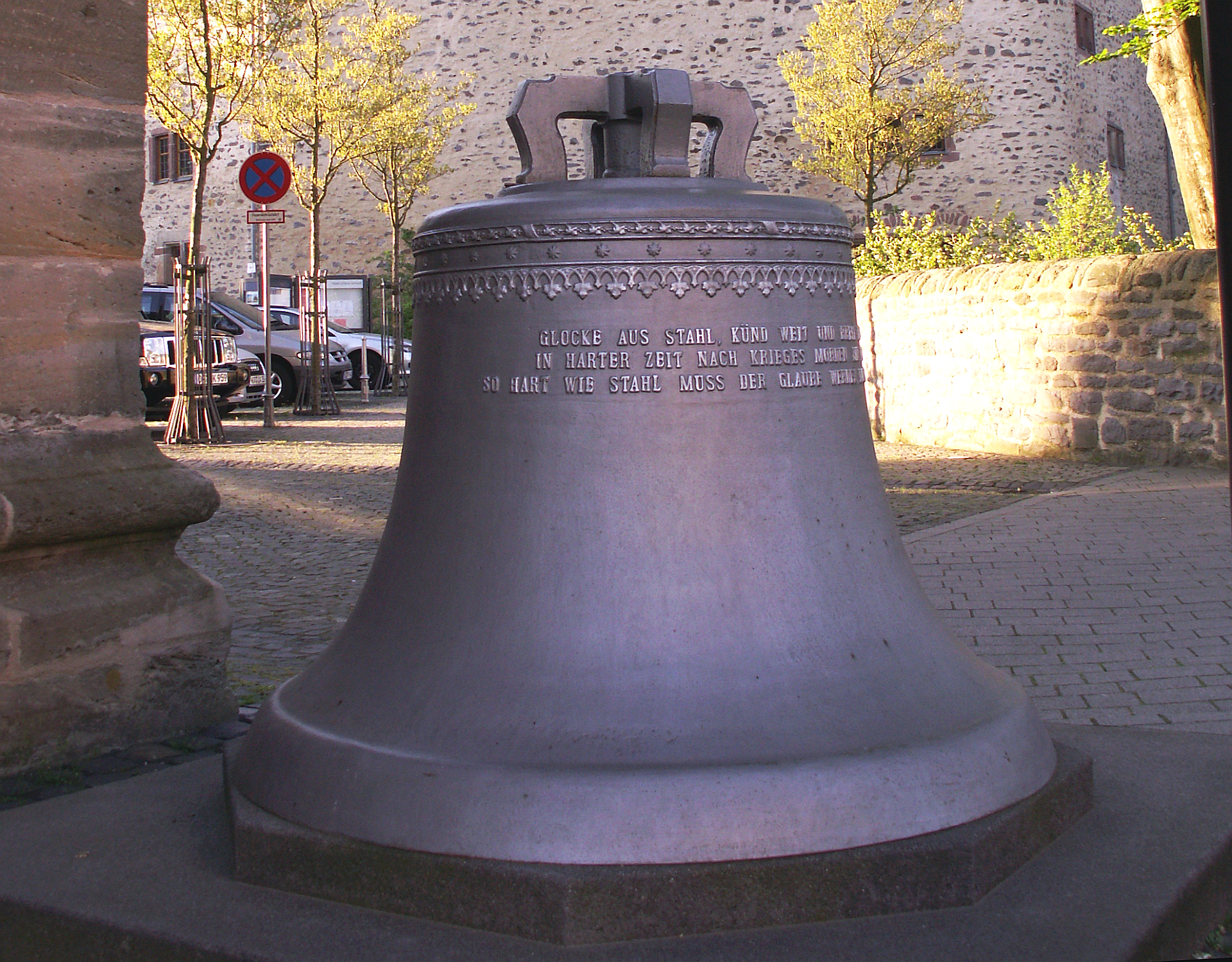
Stahlglocke von 1929 aus der Schlosskirche, aufgestellt neben der Kirche

Die Kernburg nahm in dieser Bauphase eine fast kreisrunde Fläche von etwa 1.500 m² ein. Nördlich der Burg schloss sich die Vorburg an, die vermutlich als Keimzelle des Ortes Romrod anzusehen ist. Heute ist von dieser Bauphase noch ein Teil der Außenmauer eines staufischen Wohnturms an der Nordostseite erhalten. Er besitzt eine für diese Zeit typische Eckquaderung aus Buckelquadern und zwei Biforenfenster.
Zu den älteren Gebäuden der Kernburg zählt der sogenannte Kanzleibau mit der markanten hohen Turmhaube, ein spätgotischer Wohnturm, dessen Obergeschoss aus Fachwerk besteht. Der viergeschossige Herrenbau auf der Westseite mit Treppenturm sowie der Küchenbau im Norden wurden in der Umbauphase 1586–88 von Eberhardt Baldewein errichtet oder wesentlich umgebaut. Im näheren Umfeld des Schlosses sind noch mehrere Nebengebäude jüngeren Ursprungs erhalten wie Marstall, Pfortenhaus, Jägerhaus, Backhaus, Brauhaus und ein Schlachthaus.